# 구아노

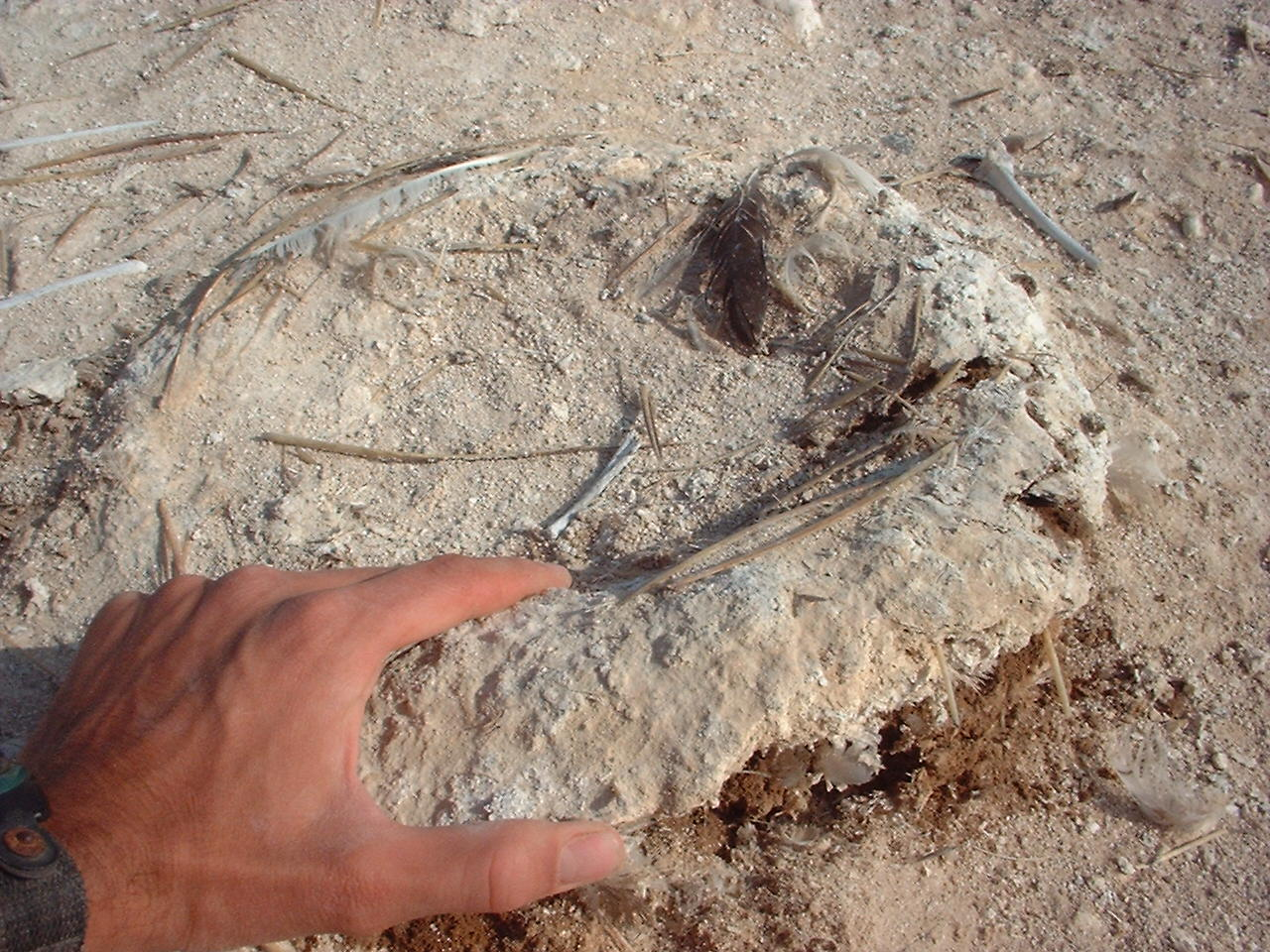
페루 부비의 둥지는 거의 순수한 구아노로 만들어졌다.

구아노(스페인어: guano, 케추아어의 ‘wanu’에서 유래)는 강우량이 적은 건조지대에서 새들의 배설물이 퇴적, 응고되어 화석화된 것을 말한다. 산호초 섬이나 무인도의 바위에 바닷새들의 군집생활함으로 인해 쌓인 분변의 퇴적물인데, 질소와 인 등 무기질이 함량이 높아 비료로 많이 쓰인다. 중요한 구아노 산지는 남미(칠레, 페루, 에콰도르)나 오세아니아(나우루 등)이다. 구아노의 어원은 에콰도르의 섬 이름에서 유래되었다고 한다.
동굴에 살고 있는 박쥐의 대변, 체모, 동굴 내의 생물의 사체가 퇴적하면서 화석화한 것을 배트 구아노라고 부른다. 소나 돼지 등 가축의 분료로 만들어지는 천연퇴비에 비해 질소와 인 등의 함량이 월등히 높아 농작물 성장을 촉진하는 비료로 애용되었었다. 20세기 들어 화학비료 생산이 대중화되면서 경제성이 사라졌으나, 최근에는 관상식물이나 채소밭용 고급 비료로 판매되고 있다. 
질소질 구아노와 인산질 구아노로 크게 구분된다. 질소질 구아노는 강우량이 적은 건조지대에서 새들의 배설물이 거의 미분해된 상태로 퇴적된 것이며 질소 12% 이상, 인산 8% 이상 함유한다. 인산질 구아노는 비가 많이 내리고 온도가 높은 지대에서 산출되며 대부분의 질소는 용탈되고 인산의 함량은 10~30% 정도로 높다.

## 역사
독일의 지리학자 훔볼트가 19세기 초에 남미 대륙을 탐험하다가 현지인들이 구아노를 농사에 이용하여 생산량을 증대시킨다는 사실을 알게 되었다. 탐사작업을 마치고 1804년에 유럽으로 돌아온후, 페루의 구아노(guano)를 수입하여 비료로 사용하면 농작물 생산량을 크게 증대시킬수 있다고 알렸으나 아무도 관심을 보이지 않았다. 그러나 1841년에 '농예화학의 아버지'라 평가되는 화학자 리비히가 '식물의 무기 영양론'을 발표하자 상황이 달라졌다. 그는 식물이 공기로부터 얻는 이산화탄소와 뿌리로부터 얻는 질소 화합물과 미네랄을 가지고 성장한다는 사실을 알아냈다. 또한 비료의 필수 성분이자 가장 중요한 성분이 질소라는 것을 밝혔다.
일반적인 축산분료로 만들어진 퇴비보다 구아노 속의 질소와 인의 함량은 월등히 높았다. 건조한 해안지방에서 바다새의 배설물이 오랜세월 응고, 퇴적되며 많은 질소가 농축되었기 때문이었다. 리비히의 발표이후 유럽인들은 구아노를 수입하기 시작했다. 구아노 속에 다량으로 함유되어있는 질소는 화약을 제조하는데도 매우 유용했기 때문에 구아노의 경제적 가치가 상승하면서 이를 수출하게 된 페루의 경제는 크게 호황을 누렸다.
구아노의 가치가 상승하자 미국과 영국 등은 태평양, 대서양에 산재한 무인도를 자국의 영토로 편입시키는 일에 뛰어들었다. 또한 이스터 섬의 원주민들은 구아노를 채취하는 노예가 되었다. 한편 아타카마 사막에서 발견된 초석과 구아나로 인해 1879년에는 페루, 볼리비아, 칠레간에 전쟁이 벌어지기도 했다.(태평양 전쟁) 1909년에 프리츠 하버가 공중 질소를 고정하는 방법을 개발해낸후 1940년대에 질소비료의 대량생산이 이루어지면서 구아노의 수요가 감소하였다.

## 같이 보기
- 태평양 전쟁 (1879 ~ 1884)
- 초석